# Ruta Nacional 29 (Colombia)
La Ruta Nacional 29, Troncal del Eje Cafetero o Autopista del Café es una ruta colombiana de tipo troncal que inicia en la ciudad de Armenia, departamento del Quindío, y finaliza en el corregimiento de La Felisa (municipio de La Merced), departamento de Caldas, donde cruza con el tramo 2508 de la Ruta Nacional 25. Una ruta que conecta la próspera región del Eje Cafetero con las principales rutas nacionales (Troncal de Occidente,  Ruta Nacional 25) y las principales ciudades del centro del país (Medellín, Armenia, Manizales y Pereira).

## Antecedentes
La ruta fue establecida en la Resolución 3700 de 1995 teniendo como punto de inicio el corregimiento de La Paila (municipio de Zarzal), departamento del Valle del Cauca, y como punto final el corregimiento de La Felisa (municipio de La Merced), departamento de Caldas, en el cruce con la Ruta Nacional 25. Sin embargo, la Resolución 339 de 1999 redefinió la ruta eliminando el tramo entre  el sector de La Paila y Armenia que ahora forma parte de la Ruta Nacional 40.  

## Descripción de la ruta
La Ruta posee una longitud total de 202,32 km, aproximadamente dividida de la siguiente manera:

### Ruta actual[1]
| Código   | Tipo     | Recorrido                                         | Clasificación SINC                                                  | PR Inicial | PR Final | Longitud km. |
| -------- | -------- | ------------------------------------------------- | ------------------------------------------------------------------- | ---------- | -------- | ------------ |
| 2901     | Tramo    | Armenia - Pereira                                 | Troncal del Eje Cafetero                                            | 0+0000     | 36+0700  | 36,70        |
| 2901B    | Tramo    | Armenia - Montenegro - Alcalá                     | Acceso a Armenia                                                    | 0+0000     | 23+0325  | 23,33        |
| 2902     | Tramo    | Pereira - Manizales                               | Troncal del Eje Cafetero                                            | 0+0000     | 28+0600  | 28,60        |
| 2902     | Tramo    | Pereira - Manizales                               | Acceso a Manizales                                                  | 28+0600    | 45+0000  | 16,40        |
| 2903     | Tramo    | La Estrella - La Felisa                           | Troncal del Eje Cafetero                                            | 29+0300    | 55+0348  | 26,05        |
| 29CL03   | Ramal    | Chinchiná - La Manuela                            | Troncal del Eje Cafetero                                            | 0+0000     | 8+0710   | 8,71         |
| 29CL03-1 | Subramal | Club Campestre - La Trinidad                      | Conexión Troncal del Eje Cafetero - Transversal Las Animas - Bogotá | 0+0000     | 3+0189   | 3,19         |
| 29RS01   | Ramal    | Pereira - Cerritos                                | Acceso a Pereira                                                    | 2+0000     | 11+0000  | 9,00         |
| 29RS02   | Ramal    | Variante de Santa Rosa de Cabal                   | Troncal del Eje Cafetero                                            | 0+0000     | 3+0570   | 3,57         |
| 29RSA    | Variante | Solución Vial Pereira - Dosquebradas              | Troncal del Eje Cafetero                                            | 0+0000     | 1+0000   | 1,00         |
| 29RSB    | Variante | Variante de Galicia                               | Troncal del Eje Cafetero                                            | 0+0000     | 1+0710   | 1,71         |
| 29RSC    | Variante | Intersección El Pollo - Intersección El Mandarino | Troncal del Eje Cafetero                                            | 0+0000     | 31+0706  | 24,66        |
| 29RSD    | Variante | Variante Condina                                  | Troncal del Eje Cafetero                                            | 0+0000     | 13+0200  | 13,20        |
| 29RSE    | Variante | Puente Helicoidal Dos Quebradas - Santa Rosa      | Troncal del Eje Cafetero                                            | 0+0000     | 5+0000   | 5,00         |
| 29VLA    | Variante | Variante de Alcalá y Accesos                      | Acceso a Armenia                                                    | 0+0000     | 1+0200   | 1,20         |

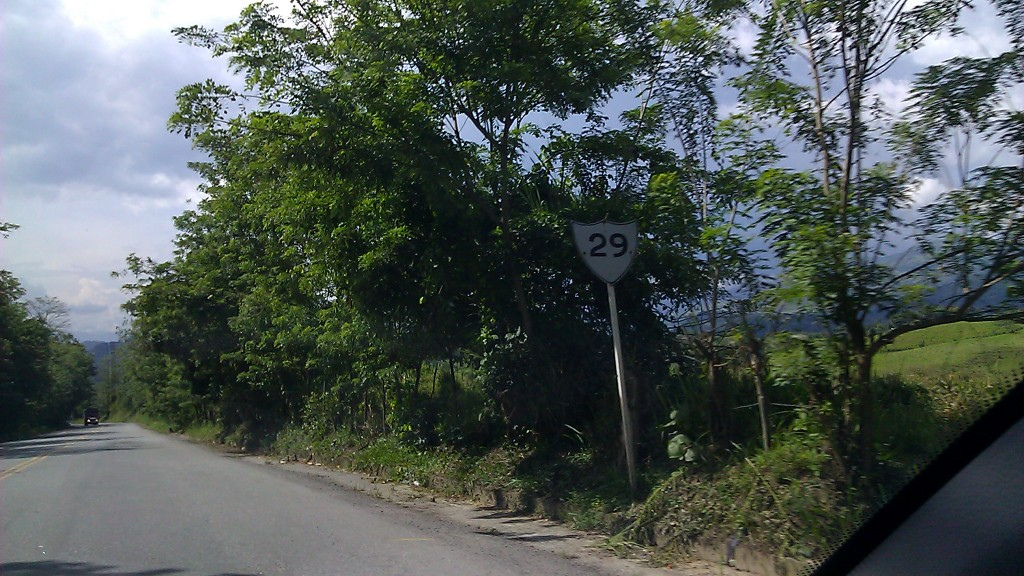
Tramo 2903 de la Ruta Nacional 29 entre Tapias e Irra.

- Total kilómetros a cargo de INVIAS: 62,54 km.
- Total Kilómetros en concesión por la ANI: 67,20 km.
- Total Kilómetros en concesión departamental: 0 km.
- Total tramos (incluido tramos alternos): 5
- Total pasos o variantes: 6
- Total ramales: 3
- Total subramales: 1
- Porcentaje de vía en Doble Calzada: 33%
  -  2901  Armenia - Pereira: 36,70 km. aprox.
  -  2902  Pereira - Manizales: 20,50 km. aprox.
  -  29RS01  Pereira - Cerritos: 9,00 km. aprox.
  -  29RSA  Solución Vial Pereira - Dosquebradas: 1,00 km. aprox.
- Porcentaje de Vía sin pavimentar: 0%

### Ruta eliminada o anterior
| Código   | Tipo     | Recorrido                                                                              | Situación Actual |
| -------- | -------- | -------------------------------------------------------------------------------------- | --- |
| 2901     | Tramo    | La Paila - Club Campestre de Armenia - Armenia                                         | - 4002 Tramo de la Ruta Nacional 40 |
| 2902     | Tramo    | Armenia - Río Barbas - Pereira                                                         | - 2901 Tramo de la Ruta Nacional 29 |
| 2902B    | Tramo    | Armenia - Alcalá - Pereira                                                             | - 2901B Tramo de la Ruta Nacional 29 |
| 2903     | Tramo    | Pereira - Chinchiná - La Manuela                                                       | - 29CL09 Tramo de la Ruta Nacional 29 |
| 2904     | Tramo    | La Manuela - Tres Puertas                                                              | - 5005 Tramo de la Ruta Nacional 50 |
| 2905     | Tramo    | Tres Puertas - La Estrella - La Felisa                                                 | - 50CL02 Ramal de la Ruta Nacional 50 (Tres Puertas - La Estrella) - 2903 Tramo de la Ruta Nacional 29 (La Estrella - La Felisa)                       |
| 29QNA    | Variante | Cruce Ruta 29 - La Tebaida - El Edén - Club Campestre de Armenia (paso por La Tebaida) | - 40QNA Carretera Secundaria Departamental |
| 29QNB    | Paso     | Paso por Circasia                                                                      | - 29QNA Carretera Secundaria Departamental (29QNA) |
| 29CL01   | Ramal    | Chinchiná - Palestina - La Rochela                                                     | - 29CL01-T1 Carretera Secundaria Departamental (Chinchiná - Palestina) - 29CL01-T2 Carretera Secundaria Departamental (Palestina - La Rochela)         |
| 29CL02   | Ramal    | Cruce Ruta 29 (Irra) - Riosucio                                                        | - 29CL02 Carretera Secundaria Departamental |
| 29QN01   | Ramal    | Ramal a Salento                                                                        | - 29QN02 Carretera Secundaria Departamental |
| 29QN02   | Ramal    | Ramal a Filandia                                                                       | - 29QN03 Carretera Secundaria Departamental |
| 29QN03   | Ramal    | Armenia - Calarcá                                                                      | - 40QN08 Carretera Secundaria Departamental |
| 29RS01   | Ramal    | Turín - La Popa                                                                        | - Vía Urbana de Pereira |
| 29VL01   | Ramal    | Alambrado - Cruce Tramo 4002A (Cuba)                                                   | - 40VL01 Carretera Secundaria Departamental |
| 29VL02   | Ramal    | Corozal - Sevilla                                                                      | - 40VL02 Carretera Secundaria Departamental |
| 29VL03   | Ramal    | Desvío de Alcalá                                                                       | - Vía Urbana de Alcalá |
| 29VL04   | Ramal    | T. de Ulloa (Cruce Tramo 2902B) - Ulloa                                                | - 29VL01 Carretera Secundaria Departamental |
| 29CL01-1 | Subramal | Cruce Ramal 29CL01 (Chinchiná - Marsella)                                              | - 29CL01-1 Carretera Secundaria Departamental (Chinchiná - Límite Risaralda) - 29RS05 Carretera Secundaria Departamental (Límite Risaralda - Marsella) |

## Municipios
Las ciudades y municipios por los que recorre la ruta son los siguientes:
Convenciones:
- Fondo Azul : Recorrido actual.
- Fondo Gris : Recorrido anterior.
- Negrita: Cabecera municipal.
- Texto azul: Ríos.
- Texto verde: Parques nacionales.

| Tramo | Municipio           | Recorrido | Departamento    |
| ----- | ------------------- | --- | --------------- |
| 2901  | Zarzal              | La Paila; Quebrada El Pital; Quebrada Zarzal - Sevilla. | Valle del Cauca |
| 2901  | Sevilla             | Quebrada Nueva. | Valle del Cauca |
| 2901  | Zarzal              | Corozal (Acceso 40VL10 a Miravalles y acceso 40VL02 a Sevilla); Estación Caicedonia; Cuba (Acceso 40VL01 a El Alambrado y Caicedonia); Río La Vieja.                                                      | Valle del Cauca |
| 2901  | La Tebaida          | La Silvia; La Tebaida (Acceso 29BQN02 a Montenegro); Club Campestre de Armenia (Acceso 40QNA a Aeropuerto Internacional El Edén y Cruce 40QN01 ).                                                         | Quindío         |
| 2901  | Armenia             | Armenia. | Quindío         |
| 2901  | Armenia             | Armenia; La Cabaña (Cruce 40QN05 a Calarcá). | Quindío         |
| 2901  | Circasia            | Circasia: Circasia (Paso 29QNA ); Urapanes (Acceso a Salento); Arrayanal (Acceso 29QN01 a Salento). | Quindío         |
| 2901  | Filandia            | Las Cruces (Acceso 29QN02 a Filandia); Quebrada Bolillos; Río Barbas. | Quindío         |
| 2901  | Pereira             | Pereira: El Manzano (Acceso 125 a Corozal); Laguneta; Condina (Variante 29RSD circunvalar a Pereira que se une al ramal 29RS01 con destino a Cerritos, donde cruza con los tramos 2506 y 2507 ); Pereira. | Risaralda       |
| 2901B | Armenia             | Armenia. | Quindío         |
| 2901B | Montenegro          | Montenegro; Río El Roble. | Quindío         |
| 2901B | Quimbaya            | Quimbaya. | Quindío         |
| 2901B | Alcalá              | Alcalá (Variante 29VLA con cruce 25VL07 ). | Valle del Cauca |
| 2902B | Alcalá              | Alcalá; Las Partidas (Acceso 29VL01 a Ulloa). | Valle del Cauca |
| 2902B | Ulloa               | Cruce Central (Acceso 29VL04 a Ulloa); Río Barbas. | Valle del Cauca |
| 2902B | Pereira             | La Palmilla (Acceso 002 a Betulia); El Jardín; La Estrella; El Aguacate; El Contento; Morelia; San Joaquín (Cruce 29RSD ); Pereira.                                                                       | Risaralda       |
| 2902  | Pereira             | Pereira; Viaducto César Gaviria Trujillo. | Risaralda       |
| 2902  | Dosquebradas        | Dosquebradas; Variante el Pollo (Variante 29RSC circunvalar a Pereira que se une al ramal 29RS01 con destino a Cerritos, donde cruza con los tramos 2506 y 2507 ).                                        | Risaralda       |
| 2902  | Santa Rosa de Cabal | Santa Rosa de Cabal (Variante 29RS02 ); La María (Acceso 20RS07 a El Español); El Jazmin (Inicio variante 29RSC hasta Chinchiná); Río Campoalegre.                                                        | Risaralda       |
| 2902  | Chinchiná           | Tarapacá (Acceso 17030_RS a El Palo); Chinchiná; Río Chinchiná. | Caldas          |
| 2902  | Manizales           | La Violeta (Acceso 17010 a Las Pavas); La Siria; Aguabonita; Bajo tablazo; Estación Uribe (Cruce 5005 ); Manizales.                                                                                       | Caldas          |
| 2903  | Chinchiná           | Chinchiná (Inicio Ramal 29CL03 hacia La Manuela (Cruce 5005 ) pasando por Club Campestre de Manizales (Subtramo 29CL03-1 hacia La Trinidad con cruce 5005 Hacia Manizales))                               | Caldas          |
| 2903  | Manizales           | La Manuela; | Caldas          |
| 2904  | Manizales           | La Manuela; Tres Puertas (Acceso 5004 a Asia y acceso 50CL05 a Manizales vía Quiebra de Vélez). | Caldas          |
| 2904  | Manizales           | Tres Puertas; Río Guacaica; Kilómetro 41; Acceso Túnel Tesalia; Río Llanogrande. | Caldas          |
| 2905  | Neira               | La Estrella (Acceso 29CL07 a Quiebra de Vélez) | Caldas          |
| 2903  | Neira               | La Estrella; Juntas (Acceso 29CL08 a Varsovia); Tapias; Quebradahonda; Río Cauca. | Caldas          |
| 2903  | Quinchía            | Irra; Río El Callao. | Risaralda       |
| 2903  | Ríosucio            | Túnel Irra; Río Supía. | Caldas          |
| 2903  | Supía               | La Felisa (Cruce 2508 ). | Caldas          |

## Concesiones y proyectos
Actualmente la ruta posee los siguientes proyectos y concesiones:

### Concesiones y proyectos actuales
| Código   | Sector                                               | Tipo          | Cód. proyecto | Nombre Proyecto               | Concesionaria                   | Unidad Funcional | Etapa        | PR Inicial | PR Final | Longitud km. |
| -------- | ---------------------------------------------------- | ------------- | ------------- | ----------------------------- | ------------------------------- | ---------------- | ------------ | ---------- | -------- | ------------ |
| 2901     | Armenia-Pereira                                      | Concesión ANI | 1G010         | Armenia - Pereira - Manizales | Autopista del Café              | Tramo 2, Tramo 5 | Operación    | 0+0000     | 36+0700  | 36,70        |
| 2902     | La Romelia - Chinchiná                               | Concesión ANI | 1G010         | Armenia - Pereira - Manizales | Autopista del Café              | Tramo 5          | Operación    | 5+0800     | 28+0600  | 22,80        |
| 2903     | La Estrella - La Felisa                              | Concesión ANI | 4G004         | Autopista Conexión Pacífico 3 | Concesionario Pacífico 3 S.A.S. | UF 3; UF 4       | Construcción | 29+0300    | 55+0348  | 26,05        |
| 29CL03   | Chinchiná - La Manuela                               | Concesión ANI | 1G010         | Armenia - Pereira - Manizales | Autopista del Café              | Tramo 1          | Operación    | 0+0000     | 8+0710   | 8,71         |
| 29CL03-1 | Club Campestre - La Trinidad                         | Concesión ANI | 1G010         | Armenia - Pereira - Manizales | Autopista del Café              | Tramo 1          | Operación    | 0+0000     | 3+0189   | 3,19         |
| 29RS02   | Variante de Santa Rosa de Cabal                      | Concesión ANI | 1G010         | Armenia - Pereira - Manizales | Autopista del Café              | Tramo 6          | Operación    | 0+0000     | 3+0570   | 3,57         |
| 29RSC    | Intersección Jazmín - Estación de Servicio Chinchiná | Concesión ANI | 1G010         | Armenia - Pereira - Manizales | Autopista del Café              | Tramo 5          | Operación    | 20+0150    | 31+0706  | 11,56        |
| 29RSD    | Variante Condina                                     | Concesión ANI | 1G010         | Armenia - Pereira - Manizales | Autopista del Café              | Tramo 3          | Operación    | 0+0000     | 13+0200  | 13,20        |
| 29RSE    | Puente Helicoidal Dos Quebradas - Santa Rosa         | Concesión ANI | 1G010         | Armenia - Pereira - Manizales | Autopista del Café              | Tramo 5          | Operación    | 0+0000     | 5+0000   | 5,00         |

### Concesiones y proyectos anteriores
| Código | Sector                              | Tipo            | Cód. proyecto | Nombre Proyecto              | Concesionaria                   | Unidad Funcional | Etapa                  | PR Inicial | PR Final | Longitud km. |
| ------ | ----------------------------------- | --------------- | ------------- | ---------------------------- | ------------------------------- | ---------------- | ---------------------- | ---------- | -------- | ------------ |
| 2901B  | Paso Nacional por Montenegro        | Proyecto INVIAS | VE029         | Paso nacional por Montenegro | CONSORCIO ACI-TEC4              | NA               | Finalizado             | NA         | NA       | 1,00         |
| 29RS01 | Pereira - Cerritos                  | Concesión ANI   | 3G003         | Pereira - La Victoria        | Concesionaria de Occidente S.A. | Tramo 4          | Finalizado y Liquidado | 2+0000     | 11+0000  | 9,00         |
| 29QNA  | Aeropuerto el Edén - Club Campestre | Proyecto INVIAS | VE036         | Armenia - Aeropuerto         | CONSORCIO INTERZONA 106         | NA               | Finalizado             | NA         | NA       | 6,00         |